# Апрелівка (Джанкойський район)
Апре́лівка (крим. Aprelivka, до 1962 року — Володимирівка, крим. Volodımırivka) — село в Джанкойському районі Автономної Республіки Крим. Розташоване на сході району, входить до складу Просторненської сільської ради. Населення — 375 осіб за переписом 2001 року.

## Географія
Апрелівка — село у степовому Криму, недалеко (2 км) від узбережжя Сивашу, висота над рівнем моря — 12 м. Сусідні села: Антонівка (2,2 км на північний схід) і Слов'янське (2,3 км на захід). Відстань до райцентру — близько 28 кілометрів, найближча залізнична станція — Азовська (на лінії Джанкой — Феодосія) — близько 22 км.

## Історія
Село виникло на початку XX століття, оскільки вперше згадується у Статистичному довіднику Таврійської губернії за 1915 рік як село Володимирівка Ак-Шеіхської волості Перекопського повіту або 2-а ділянка Селянського поземельного банку.
За радянської влади, коли в результаті адміністративних реформ початку 1920-х років була скасована волосна система, село Володимирівка увійшло до Антонівської сільради Джанкойського району Кримської АСРР.
Під час масового перейменування кримських топонімів у період з 1954 по 1968 рік Володимирівка була перейменована в Апрелівку.

## Уродженці
- Анатолій Царапкін — український військовий, позивні Старенький або Цар, загинув 14 квітня 2023 року, виконуючи бойове завдання в селі Іванівське на Донеччині.[5]